# 薬師寺 (掛川市)
薬師寺（やくしじ）は静岡県掛川市にある仏教寺院。

## 由来
本寺の本尊は薬師瑠璃光如来だが、脇仏として月光菩薩、十二神将の各木像も祭る。
元正天皇の養老7年（724年）に行基菩薩が作ったという像を安置した。その後、正保4年（1647年）、横須賀城主の本多利長の信仰が厚く諸堂が多く建立された。第36代了栄和尚の時代に、天台宗普門寺の末寺となった。延享2年（1745年）時の住職元栄は、旧西大渕村の住人、土屋孫六なる者の信仰によって堂宇を再興したが、文政6年（1823年）8月の火災によって堂宇ことごとく焼失した。其後は仮堂であった。
明治維新後は寺門が哀微し、寺禄も他の者へ移譲され非常に困窮であった。
しかし住職の順澄が上野輪王寺境内を給わったといい伝えられている。
1882年（明治15年）より田中行清は当山に住み、日夜勤勉誠実専ら農業に励み、或は各所に托鉢して教化に勉めたので、その功徳により、一時所有地が他に移っていた田畑をことごとく取戻して寺のものとし、本尊を安んずることができた。行清は1888年（明治21年）4月当寺に於て没した。行年70歳であった。
1900年（明治33年）田中良願の代に本堂が建替えられ現在に至っている。

## 境内堂宇
地蔵堂

## アクセス
秋葉バスサービス秋葉中遠線「野中西」停留所から徒歩約5分。（JR東海道線袋井駅から大東支所行バスで約30分。）